# Lymantria minomonis
Lymantria minomonis is een vlinder uit de familie van de spinneruilen (Erebidae), onderfamilie donsvlinders (Lymantriinae). De wetenschappelijke naam van de soort is voor het eerst geldig gepubliceerd in 1933 door Matsamura.
Het mannetje heeft een voorvleugellengte van 17 tot 23 millimeter, het vrouwtje van 29 tot 36 millimeter. In natuurlijke omstandigheden worden den (Pinus) en Cupressus als waardplanten gebruikt.
De soort is bekend uit China, India, Japan en Taiwan.